# Петропулакис, Георгиос
Георгиос Петропулакис  (греч. Γεώργιος Πετροπουλάκης; 1852—1910) — греческий политик второй половины XIX — начала XX веков, участник Критского восстания 1866 — 1869 годов, командир добровольческого отряда в Критском восстании 1897 года, участник Франко-прусской войны. 

## Семья – молодость
Родился в Рахи, Гитион полуостров Мани. 
Отец, Леонидас Петропулакис, был известным офицером греческой армии и политиком. 
Дед, Димитриос Петропулакис, был ещё более известным военачальником и политиком, командиром добровольческих иррегулярных отрядов в период Освободительной войны Греции 1821-1829, , в 1854 году в Фессалии, в период Критского восстания 1866 – 1869. 
В возрасте пятнадцати лет, вместе с дедом и отцом, Георгиос Петропулакис добровольцем принял участие в Критском восстании 1866 – 1869 годов. 
Учитывая то, что в ставке его деда в монастыре Халепа собрались также иностранные добровольцы – филэллины, среди которых был и французский революционер Гюстав Флуранс, можно предположить что Георгиос Петропулакис был знаком с Г. Флурансем. 

## Франция и Испания
Не располагаем информацией если Г. Флуранс прямым образом повлиял на решение Г. Петропулакиса принять участие в последовавшей Франко-прусской войне, сражаясь в составе греческих добровольческих отрядов на стороне французской армии.
Около 1500 греческих добровольцев вступили в французскую армию, сражаясь в основном под командованием Д. Гарибальди, генерала Ш. Бурбаки (греческого происхождения) и генерала А. Шанзи.
Те из греческих добровольцев что высадились в Марселе, с помощью местной греческой колонии, образовали Греческий легион (Legion Grecque).
Восхищённый участием в войне «мужественных греков», французский поэт де Лапрад написал «Оду Эллинам» («Aux Hellènes»).
Нет информации о участии Г. Петропулакиса в последовавших событиях Парижской коммуны, в которой заметную роль играл воевавший до того на стороне критских повстанцев бланкист Г. Флуранс.
Напротив, имеется информация, что в последующий период Г. Петропулакис воевал в Испании, что предполагает его участие во второй карлистской войне, был тяжело ранен и много месяцев лечился в Португалии.
Г. Петропулакис вернулся в Грецию в 1875 году, где оставался в тени событий целое десятилетие.

## Депутат парламента
В политическую жизнь Греции, Г. Петропулакис впервые включился в 1885 году, баллотируясь в парламент. Примечательно, что баллотируясь в том же избирательном округе со своим отцом, Г. Петропулакис по сути был его соперником. 
Он был избран наконец депутатом парламента в 1887 году, повторив свой успех ещё несколько раз в последующие годы. 
Парламентский период Г. Петропулакиса отмечен дуэлью с будущим премьер-министром Греции, Д. Раллисом.

## Снова на Крите
Накануне Критского восстания 1897 года, Г. Петропулакис вновь отправился на Крит, возглавляя отряд 200 добровольцев – маниатов. Примечательно что Г. Петропулакис и его добровольцы, перед тем как отправиться на Крит, «похитили» орудие с учебного фрегата греческого флота. 
Возглавляя своих земляков добровольцев в атаке на Коксаре, Г. Петропулакис вынудил турок оставить крепость. В атаке на крепость существенным был вклад единственного, «похищенного», орудия отряда Г. Петропулакиса. 

## Последние годы
В 1900 году Г. Петропулакис вновь был избран депутатом парламента. 
В период Борьбы за Македонию он был членом «Македонского комитета». 
Тем временем в Македонии погибли его двоюродные племянники Панайотис и Леонидас Петропулакисы. 
В 1908 году Г. Петропулакис был послан греческим правительством в Константинополь прозондировать намерения младотурков. 
По имеющейся информации, Г. Петропулакис умер около 1910 года